# Lodranit
Lodranit je vrsta meteoritov, ki jih prištevamo v skupino preprostih ahondritov. To pomeni, da je snov iz katere so sestavljeni, doživela samo zmerno stopnjo taljenja in ponovne kristalizacije. 

Ime so dobili po meteoritu Lodran, ki je leta 1868 padel v bližino Lodrana v Pakistanu. 
Kemična zgradba lodranitov je podobna kot pri navadnih hondritih. To pomeni, da so lodraniti nastali s segrevanjem, taljenjem in ponovno kristalizacijo hondritnega materiala. Sestavljajo jih minerali olivin, ortopiroksen, plagioklaz ter troilit. 
Zelo podobni so jim akapulkoiti, za katere se predvideva, da izhajajo iz istega starševskega telesa (verjetno iz asteroida tipa S). Razlika med njimi je v velikosti zrn olivina in piroksena. Lodraniti imajo večja zrna (od 0,5 do 1,0 mm), akapulkoiti pa imajo manjša zrna (od 0,2 do 04 mm)
Izgleda kot, da so preživeli večje temperaturne razlike kot pa akapulkoiti. Zaradi tega izgleda kot da izhajajo iz globljih predelov asteroida.